# Cois Geysen
Cois Geysen (Antwerpen, 1948) is een Vlaams auteur bekend voor zijn esoterische visie op het erfgoed van Vlaanderen en Nederland.

## Biografie
Geysen studeerde archeologie, geologie, theosofie en geschiedenis met bijzondere aandacht voor de Germaanse, Keltische en christelijke cultuur. Al ruim vier decennia is hij een actief onderzoeker naar minder bekende perioden en onderwerpen uit het verleden.
Een studie over het neolithicum was het begin van een zwerftocht langs de ontelbare megalieten van West Europa. Vanuit de wetenschap dat veel van deze heidense cultusplaatsen door het christendom werden overgenomen, bestudeerde hij de sacrale geografie van deze oude locaties en hun verborgen symboliek. Na kennismaking met bekende Britse onderzoekers als John Michell en Paul Devereux groeide de interesse in de aardse mysteries en leylijnen, de oude rechte mystieke landschapslijnen. Hierbij verdiepte hij zich het wichelroedelopen. 
Tijdens zijn onderzoek naar het esoterisch erfgoed in binnen- en buitenland maakte hij een uitgebreide studie over de waterspuwers, chimaera's en grotesken, de vreemde beeldhouwwerken in de middeleeuwse kerken en kathedralen. Hij is de auteur van meerdere boeken die gecatalogeerd worden onder zowel esoterie als geschiedenis en spiritueel toerisme. Eveneens verschenen zijn diverse artikels in verschillende tijdschriften. In zijn hoedanigheid van veldonderzoeker geeft hij lezingen over zijn diverse bevindingen en gidst hij groepen naar archeologische en middeleeuwse vindplaatsen. Als voormalig bestuurslid van de heemkundige kring van de gemeente Boechout schreef hij na archeologisch en archivaris onderzoek de geschiedenis van de Sint-Bernardusabdij die in de middeleeuwen in de deelgemeente Vremde gelegen was. 